# 江华 (1907年)
江华（1907年8月1日—1999年12月24日），原名虞上聪，曾用名黄琳、黄春圃，瑤族，湖南江华人，中国共产党、中华人民共和国法官、法學家及政治人物，原副国级领导人。
江华早年曾任红四军政治部秘书长、中共闽西特委秘书长、福建省委常委、红五军随营学校政治教员、红五军一师政委、红三军团捕蒋突击队政委、红六师政委、红三军团五师政治部主任，参与长征。到达陕北后，任红一军团政治部巡视员、中央军委警卫团政委、红二十八军政治部主任。抗日战争时期，任八路军山东纵队政治部主任。第二次国共内战时期，任中共辽东省委第二书记、辽东军区第二政委、中共中央辽东分局组织部部长兼社会部部长、中共安东省委书记。中华人民共和国成立后，任中共浙江省委第一书记、浙江省政协主席、浙江省军区政委，南京军区第五政委、最高人民法院院长等职，主持审理“林彪、江青反革命集团”案。

## 生平

### 早年经历
江华13岁考入县初级国民小学，后考入县立高等学堂。1925年夏，考入湖南省立第三师范学校。1925年10月，加入中国共产主义青年团。1926年12月，他到衡阳市总工会工作，转为中共党员，专事青年工作。1927年春，江华任湖南汽车路工会湘南办事处主任。四一二事件后，他化名黄琳，担任湘南特委和湖南省委的政治交通员。
1928年4月，江华任中共茶陵县委书记。5月起，参加开辟井冈山根据地的斗争，10月起任毛泽东秘书。随后又担任红四军政治部秘书长。1929年7月，江华随红四军进军福建，任中共闽西特委秘书长、福建省委常委。1930年春，江华任红五军随营学校政治教员。1932年起，江华先后任红五军一师政委、红三军团捕蒋突击队政委、红六师政委、红三军团五师政治部主任，参与中共历次反围剿战争。1933年，因追随毛泽东而受到博古的清洗，被撤职。
1934年10月，江华随军事裁判所参加长征。遵义会议前夕，江华任红三军团直属队政治处主任。在红三军团强渡乌江时，江华指挥工兵连架桥。1935年9月，江华任陕甘支队第十三大队政治处主任，随军到达陕北。此后，江华调任红一军团政治部巡视员、中央军委警卫团政委、红二十八军政治部主任，参加东征战役、西征战役和山城堡战役。西安事变后，江华奉命接收延安城防工作。1937年春，江华入抗日军政大学学习。

### 抗日战争与第二次国共内战时期
1937年夏，江华任中共中央军委四局副局长、局长。1938年12月，江华任八路军山东纵队政治部主任，开辟山东根据地，并组织整军运动。1939年9月，江华任八路军苏皖纵队司令员兼政委，开辟苏皖边区根据地。1942年1月，江华任山东军区政治部主任，参加领导山东反扫荡战争。1943年春，江华任中共鲁中区党委书记，同年到延安学习。1945年，作为山东代表团副团长参加中共七大。

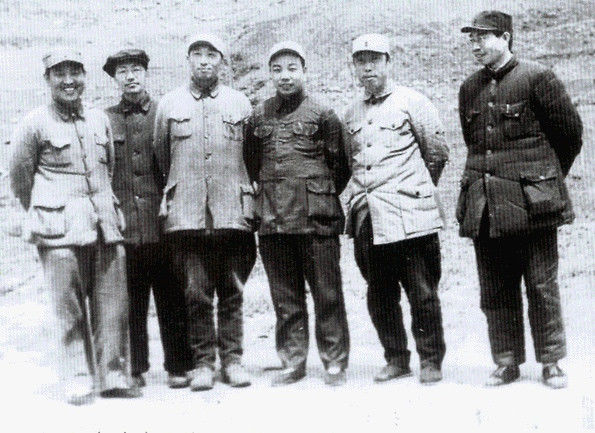
1946年国共东北战场，右起林一山、刘澜波、萧华、张学思、白坚、江华

1945年10月，江华到达东北。1946年1月，江华任中共辽东省委第二书记、辽东军区第二政委、中共中央辽东分局组织部部长兼社会部部长。1946年12月，江华支持陈云坚持南满的主张。1947年6月，江华协助陈云主持解放区的土地改革。1948年5月，江华任中共安东省委书记、安东军区政治委员，组织动员新兵参军，输送物资支前，支援辽沈战役。1949年6月，江华南下浙江，担任中共浙江省委委员、中共杭州市委书记、市长。

### 中华人民共和国成立后
1951年7月，任中共浙江省委副书记。1954年起主持浙江省的全面工作，任中共浙江省委书记。1956年，任浙江省委第一书记、浙江省政协主席、浙江省军区政委，以后又兼任中共中央华东局书记处书记、南京军区第五政委。在江华的主持下，浙江省的各项工作发展。三年经济困难时期，浙江省调出大批粮食、副食，支援全国，受到毛泽东、周恩来等赞扬。科技、教育和文化事业在全国也处于较先进的水平。浙江省的工作还总结很多的好经验，如干部参加劳动等材料，被毛泽东重视，作出批语，向全国推介。文化大革命开始后，江华受到关押、批斗。1967年1月，周恩来下令派专机将他接到北京保护起来。在北京附近一家工厂劳动一段时间以后，1969年，他被下放到湖北的一家兵工厂劳动。
1975年1月，江华当选为最高人民法院院长。中共十一届三中全会后，主持了法院系统的拨乱反正、复查纠正冤假错案的工作。1980年，全国人大常委会任命江华为最高人民法院特别法庭庭长，主持对林彪、江青反革命集团的审判。1983年6月，江华卸任最高人民法院院长。1987年，江华当选中顾委委员、常委。
江华是中共第八、十届候补中央委员，第十一届中央委员；中共第十二、第十三大當選為中央顾问委员会常务委员。 1999年12月24日在浙江杭州逝世。

## 争议
1957年的反右运动中，在毛泽东的支持下，省委书记江华将浙江省省长沙文汉、副省长杨思一、省检察长彭瑞林、省委财贸部长孙章录等人被打成“沙杨彭孙”反党集团。文化大革命结束后，江华又多次阻挠对该案的平反，伪称沙文汉曾经被捕，并将相关档案隐藏、销毁。1983年11月，中共浙江省委撤销了开除沙、杨、彭、孙等人党籍的决定，该案最终平反。